# Земун поље
Земун поље је градско насеље у Београду, Србија, лоцирано у општини Земун. Налази се у северозападном делу Земуна, поред аутопута за Нови Сад и пруге Београд—Нови Сад.

## Локација
Налази се са леве стране аутопута за Нови Сад, између насеља Батајница на североистоку, Нове Галенике на југозападу и насеља Плави хоризонти и Алтина на југу.

## Карактеристике
Насеље је деценијама било одсечено од урбаног дела Београда, све до 90их година када је проширењем индустријске зоне Земун поље постало урбано насеље. Земун поље је тренутно једно од Београдских насеља које се најбрже развија, и у њему, заједно са околним месним заједницама, тренутно живи преко 40.000 становника. Кроз улицу Бертранда Расела пролазе 708 (Нови Београд/Блок 70а/ - Земун Поље) и ноћна линија 704 (Трг Републике — Земун поље). У насељу се налази Храм Светог великомученика кнеза Лазара. Такође, у Земун пољу се налази и ОШ „Илија Бирчанин“, вртић „Бубамара“, Институт за кукуруз Земун поље, ФК „Институт“, Здравствена станица „Камендин“, пошта, бензинска станица, као и самопослуге из ланца „Макси“, „Идеа“, „Аман“, итд. У насељу активно раде секције карате клубова „Јуниор“ и „Јапан“, као и аикидо клуб. Недалеко од самог насеља налази се спортски аеродром „13. мај“.
Са Зеленог венца у Земун поље возе две линије ГСП-а тачније једна подељена на две. Обе линије иду истом трасом од Зеленог венца до саобраћајнице Т-7 и подељене су на линију 704 преко Батајничког пута и на линију 707 преко Алтине и Мале пруге. Линије ГСП-а које саобраћају кроз Земун поље су: 704 (Зелени венац — Земун поље), 707 (Зелени венац — Мала пруга — Земун поље), 708 (Нови Београд /Блок 70а/ — Земун поље), 709 (Земун /Нови град/ — Земун поље) и ноћна линија 704 (Трг Републике — Земун поље).
Кроз насеље пролази и пруга Београд — Нови Сад. Поред тога, y јужном делу насеља (удаљена око 1,7  од центра насеља) налази се железничка станица Земунско поље коју користе возови са међуградских линија као и возови градске железнице, БГ воза. У склопу реконструкције пруге за велике брзине Београд — Будимпешта гради се железничко стајалиште Камендин, које ће бити ближе самом центру насеља.

## Поднасеља

### Школско добро
Насеље се налази у јужном делу Земун поља и простире се ка насељу Плави хоризонти на истоку.
Ово насеље је релативно старо, али је урбанизацијом временом припојено Земун пољу и у њему је урађена комунална инфраструктура. На источној страни насеља налази се и трафостаница. Кроз насеље саобраћа линија градског превоза 709 (Земун поље — Земун /Нови град/).

### Камендин
Камендин се налази у северном делу Земун поља, на самом улазу у насеље. Ограничено је улицама Бертнарда Расела на западу, Јурија Ракитина на истоку, Томице Поповића на југу и аутопутем за Нови Сад на северу.

### Камендин 2
Ово насеље је релативно младо. Изграђено је 2009. године и налази се у јужном делу Земун поља, тик уз пругу Београд — Нови Сад. Ограничено је Бођанском улицом на западу, Улицом Анке Матић на истоку и Улицом добровољних ватрогасаца на северу, док се на југу простире до саме пруге. У насељу се налази неколико стамбених објеката у којима је насељено социјално угрожено становништво, као и расељени Роми. Изградња насеља и даље траје, па је тако предвиђена изградња још неколико стамбених јединица, од којих је за неке већ започета изградња. У склопу реконструисања пруге за велике брзине Београд—Будимпешта, изграђено је железничко стајалиште Камендин које ће се користити за потребе градске железнице БГ воз.